# Хюден, Хольгер
Хо́льгер Хюде́н (швед. Holger Hydén, 31 января 1917, Стокгольм, Швеция — 8 июня 2000, Гётеборг, Швеция) — шведский нейрогистолог.

## Биография
Родился 31 января 1917 года в Стокгольме. В 1938 году поступил в Каролинский медико-хирургический институт, который окончил в 1943 году. Администрация оставила дипломированного специалиста у себя, и он работал научным сотрудником с 1943 по 1945 год. В 1945 году устроился на работу в Нобелевский институт исследования клетки и проработал вплоть до 1949 года. В 1949 году устроился на работу в Университет в Гётеборге, где он с 1949 по 1954 год заведовал кафедрой гистологии, с 1954 по 1957 год занимал должность вице-Президента, а с 1957 по 2000 год занимал должность президента, одновременно с этим с 1958 по 2000 год занимал должность директора Института нейробиологии.
Скончался 8 июня 2000 года в Гётеборге.

## Научные работы
Основные научные работы посвящены изучению нервной клетки и механизмов нервной деятельности. Автор гипотезы о связи РНК клеток мозга с памятью.
- 1961 — Обнаружил большое количество АТФ в нервной клетке.
- Разработал метод определения химического состава отдельных нервных клеток.
- Установил содержание РНК, белков, липидов и активность ферментов в различных типах нервных клеток и в глие.

## Членство в обществах
- Член Международной организации по исследованию мозга (ИБРО).
- Член Шведского медицинского исследовательского совета.
- Член Шведской королевской АН.
- Член многих других научных обществ.